# A buddhizmus iskolái
A buddhizmus iskolái a buddhizmus különböző intézményesített vagy filozófiai alapon történő felosztásokra utalnak, az ősi koroktól napjainkig. A buddhizmust különböző módon szokták filozófiai, kulturális vagy egyéb szempontból osztályozni szektákra, alszektákra, mozgalmakra stb, amelyek egésze alkotja a teljes buddhista hagyományt. A buddhista filozófia szektariánus és koncepcionális felosztása ma a buddhista tanulmányok, illetve Ázsiában az összehasonlító vallástudományok részét képezi.
Nyugati szempontból a buddhizmus két nagy csoportra osztható: théraváda, szó szerint az „idősek tanítása” vagy az „ősi tanítás”, és a mahájána, szó szerint a „nagy jármű”. A tudósok körében azonban gyakoribb a hármas felosztás, ugyanis a mahájánát felosztják a hagyományos mahájána tanításokra, valamint a vadzsrajána tanításokra, amely az ezoterikus vonalat képviseli.

## Osztályozások
A Macmillan vallásenciklopédia háromféleképpen rendszerezi a buddhizmust: mozgalmak, nikáják és filozófiai iskolák:
- Iskolák:
  - Théraváda, alapvetően dél- és Délkelet-Ázsiában.
  - Mahájána, főleg Kelet-Ázsiában.
  - Vadzsrajána, főleg Tibetben, Bhutánban, Mongóliában és Kalmükföldön.
- Nikáják, azaz egyházi testvériségek, amelyek közül ma már csak három létezik:
  - Théraváda, dél- és Délkelet-Ázsiában
  - Dharmaguptaka, Kínában, Koreában és Vietnámban
  - Múlaszarvásztiváda, Tibetben
- Filozófiai iskolák

## Fogalmak
A buddhizmus legismertebb felosztásaiban használt fogalmak nem mindig azonosak, mivel azokat földrajzilag, történelmileg és filozófiájukban különböző tudósok és gyakorlók alkották. Bizonyos fogalmakat olykor egészen más szövegkörnyezetben is használnak.  A legismertebb felosztásokban használt fogalmak a következők:
"konzervatív buddhizmus"ilyen néven is nevezik a korai buddhista iskolákat.
"korai buddhista iskolák"ezekre az iskolákra tagozódott a buddhizmus az első néhány évszázad során; ezek közül egyedül a Théraváda maradt fent önálló iskolaként.
"kelet-ázsiai buddhizmus"a kifejezést tudósok használták a japán, koreai, szingapúri buddhizmusok összefoglaló neveként, valamint ide sorolták a kínai és vietnámi buddhizmus nagy részét is.
"keleti buddhizmus"a kifejezést Harvey Penguin használta a kelet-ázsiai buddhizmusra; gyakran használják azonban a buddhizmus összes hagyományos formájára, hogy megkülönböztessék a nyugati, nyugatiasított formáktól.
"ezoterikus buddhizmus"általában a "vadzsrajána" szinonímiájaként szokták használni. Egyes tudósok bizonyos théraváda gyakorlatokra használták, főleg Kambodzsában.
"hínajána"gyakran pejoratívnak ítélik, mert a mahájána írásokban használják, mintegy az ellentétes iskolák befeketítésére. Néha a korai buddhista iskolákra is használják, köztük a ma is létező théraváda iskolára, ám ennek jogossága vitatott. Akadémiai használata vita tárgyát képezi. A kínai, koreai, tibeti és japán mahájána iskoláknál a kifejezés alig vagy egyáltalán nem pejoratív.
"lámaizmus"régi kifejezés, amit néha még használnak a tibeti buddhizmusra, ám sokan lealacsonyítónak találják a kifejezést.
"mahájána"a korai buddhista iskolákból kiinduló vonal. Fő használata a kelet-ázsiai és tibeti hagyományban a spirituális szintre utal, iskolától függetlenül.
"mainstream buddhizmus"a tudósok a korai buddhista iskolára használják a kifejezést.
"mantrajána"általában ugyanazt jelenti, mint a "vadzsrajána". A japán tendai iskolára hatással volt a mantrajána.
"nevar buddhizmus"egy nem szerzetesi, fiúról fiúra szálló, kaszt alapú buddhista vonal, szanszkrit szövegekkel.
"nikája buddhizmus" vagy "iskolák"kifejezés a korai buddhista iskolákra.
"északi buddhizmus"néhány tudós által használt kifejezés a tibeti buddhizmusra. Korábban vonatkozott a kelet-ázsiai vonalakra is, sőt még a tibeti vonal nélkül is használták.
"titkos mantra"a Mantrajána egyik elnevezése, amelyet a tibeti buddhizmusban használtak.
"szektáns buddhizmus"ilyen néven is nevezik a korai buddhista iskolákat.
"délkelet-ázsiai buddhizmus"a théraváda buddhizmusra használatos kifejezés.
"déli buddhizmus"a théraváda buddhizmusra használatos kifejezés.
"srávakajána"ilyen néven is nevezik a korai buddhista iskolákat.
"tantrajána" vagy "tantrikus buddhizmus"általában a "vadzsrajána" megfelelőjeként szokták használni. Néhány tudós, elsősorban François Bizot, használta a "tantrikus Théraváda" kifejezést egyes kambodzsai buddhista gyakorlatra.
"théraváda"Srí Lanka, Burma, Thaiföld, Laosz, Kambodzsa és Vietnám, Kína, India, Banglades és Malajzia egyes területeinek hagyományos buddhizmusa. Ez a történelmi, korai buddhista iskolák egyetlen ma is létező vonala. A "théraváda" kifejezést néha az összes korai buddhista iskolára is használják.
"tibeti buddhizmus"általában a Tibetben, Mongóliában, Bhutánban és Kína, India és Oroszország egyes területein található buddhizmusra használják. Ezeken a területeken a tibeti hagyományokat követik.
"vadzsrajána"az indiai Mahájána vonalból alakult ki. Vitatott, hogy pontosan mely vonalak tartoznak ebbe a csoportba. A tibeti buddhizmust általánosan mindenki elfogadja, hogy ide tartozik, a japán singon iskolával együtt. Akadnak tudósok, akik a koreai milgyo vonalra is használják, amely azonban nem egy önálló iskola.

## Korai iskolák

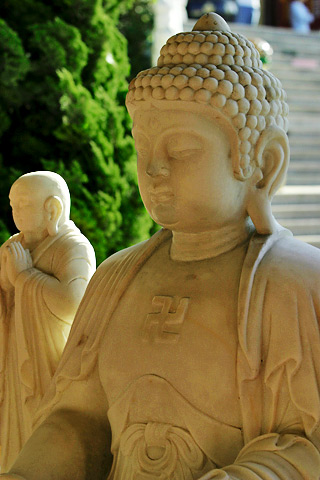
Gautama Buddha egy szvasztika kereszttel a mellkasán. Ánanda, Buddha egyik tanítványa tűnik fel a háttérben. Ez a szobor a Hszi Laj templomban áll.

Számos kísérlet létezett az iskolák felsorolására. A következő csak egy a létezők közül:
- Szthaviraváda
  - Pudgalaváda (kb. i. e. 280)
  - Szarvásztiváda
    - Vibhadzsjaváda (i. e. 240 előtt; Asóka király idején)
      - Théraváda (kb. i. e. 240)
        - Théraváda aliskolák

      - Mahísászaka (i. e. 232 után)
        - Dharmaguptaka (i. e. 232 után)

      - Kásjapíja (i. e. 232 után)
      - Vatszíputríja (Asóka király idején, később: Szammitíja
        - Dharmottaríja
        - Bhadrajáníja
        - Szannágaraka

    - Múlaszarvásztiváda (3. és 4. század)
    - Szautrántika (i. e. 50 és kb. 100 között)
- Mahászánghika (kb. i. e. 380)
  - Ekavjávahárika (Asóka király idején)
    - Lokottaraváda

  - Golulaka (Asóka király idején)
    - Bahusrutíja (i. e. késő 3. század)
    - Pradzsnaptiváda (i. e. késő 3. század)
      - Csaitjaváda

  - Csaitika (i. e. első század közepe)
    - Apara Saila
    - Uttara Saila

### Húsz szekta
A következő listán a mahájána szövegeken szereplő Hínajánaként jellemzett húsz szekta található:
Szthaviraváda (上座部) 11 szektára oszlott szét:
- 說一切有部(Szarvásztiváda)
- 雪山部(Haimavata)
- 犢子部(Vatszíputríja)
- 法上部 (Dharmottara)
- 賢冑部(Bhadrajáníja)
- 正量部(Szammitíja)
- 密林山部(Csannagirika)
- 化地部 (Mahísászaka)
- 法藏部(Dharmaguptaka)
- 飲光部(Kásjapíja)
- 經量部(Szautrántika)

Mahászánghika (大眾部) 9 szektára oszlott szét:
- 一說部(Ekavjávahárika)
- 說出世部(Lokottaraváda)
- 雞胤部 (Kukkutika)
- 多聞部(Bahussrutíja)
- 說假部(Pradzsnaptiváda)
- 制多山部(Csaitika)
- 西山住部 (Apara Saila)
- 北山住部(Uttara Saila).

### Kelet-ázsiai iskolákra gyakorolt hatásai
A következő későbbi iskolák a dharmaguptaka vinaját használták:
- Kínai buddhizmus, főleg a vinaja iskola
- Koreai buddhizmus, főleg a gyejul
- Vietnámi buddhizmus
- Japán ricu-sú

A következők filozófiájára volt nagy hatással:
- sokan a japán dzsodzsicut a szautrántika elágazásának tartják; mások szerint a bahusrutíjából ered.
- a kínai/japán kusa-sú iskolát a szarvásztiváda elágazásának tartják, melyre hatással volt a Vaszubandhu.

## Théraváda iskolák
A Théraváda különböző iskolái a páli kánon és a későbbi magyarázó szövegek más aspektusait hangsúlyozzák, vagy másra összpontosítanak és más gyakorlatokat végeznek. Nagyban különböznek a vinaja követésének szigorúságában, magyarázásában is.
- Banglades:
  - Szangharádzsa-nikája
  - Mahászthabir-nikája
- Burma:
  - Thudhamma-nikája
    - Vipasszaná vonal (Mahászi Szajádav és tanítványai)

  - Svegjin-nikája
  - Dvaja-nikája vagy Dvara-nikája
- Srí Lanka:
  - Sziámi-nikája
    - Vaturavila (vagy Mahavihara Vamsika Sjamopali Vanavasza nikája)

  - Amarapura-nikája
    - Kanduboda (vagy Svedzsin nikája)
    - Tapovana (vagy Kaljanavamsza)

  - Ramanna-nikája
    - Srí Kaldzsani Jógaszrama Szamsztha (vagy ‘Galduva vonal’)
    - Delduva

  - erdő nikája
- Thaiföld
  - Mahá-nikája
    - Dhammakaja mozgalom

  - Thammajut nikája
    - Thai erdei hagyomány
      - Ácsán Cshá hagyománya

## Mahájána iskolák
- Indiai buddhizmus
  - Madhjamaka
    - Prászangika
    - Szvátantrika

  - Jógácsára
- Kínai buddhizmus
  - Vinaja iskola
  - Csingtu (Tiszta Föld buddhizmus)
  - Szatjasziddhi (megszűnt)
  - Abhidharmakósa (megszűnt)

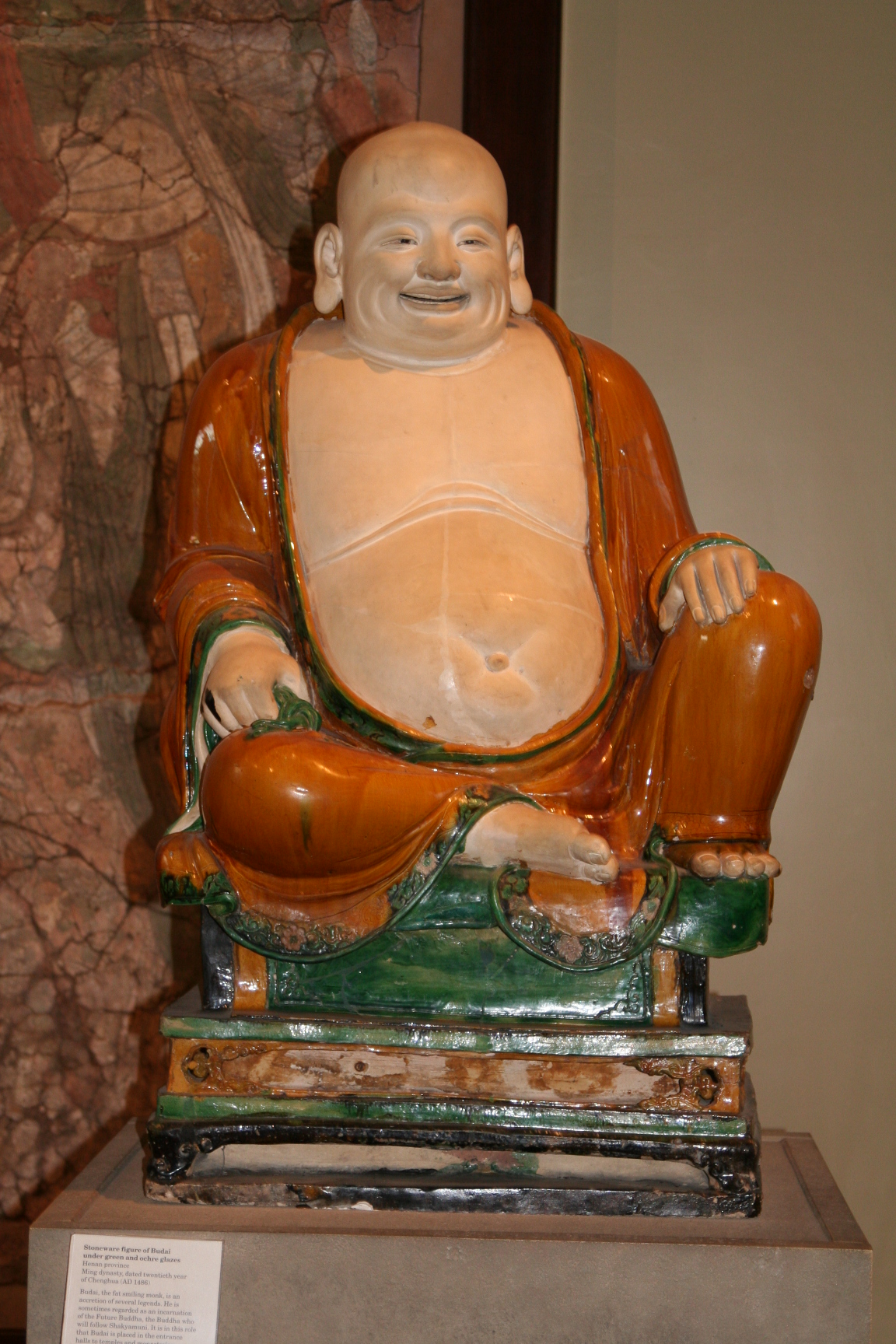
Buddhista szerzetes kínai kerámiája 1468. tájáról.

  - Dasabhúmika (beolvadt a hua-jenbe)
  - Tientaj
  - Hua-jen
  - Csan (zen)
  - Tangmi (ezoterikus)
  - Szanlun (Három tanulmány iskola)
  - Vei-Sí vagy Fa-hsziang
- Koreai buddhizmus
  - Tongbulgyo
  - Gyeyul (vinaja iskola)
  - Cshonthe (tientaj)
  - Hvaom (avatamszaka)
  - Szon (zen)
  - Dzsingak (ezoterikus)
  - Szamnon (mádhjamaka)
  - Bopszang (jógácsára)
  - Jolban (nirvána iskola)
  - Vonbulgyo (koreai református buddhizmus)
- Vietnámi buddhizmus
  - Tịnh Độ (Tiszta Föld)
  - Thiền (zen)
    - Trúc Lâm (szinkretikus)
    - Egyesített Buddhista Egyház (elkötelezett buddhizmus)

  - Hòa Hảo (református)
- Japán buddhizmus
  - Tiszta Föld buddhizmus (Amidizmus)
    - Dzsódo Sú
    - Dzsódo Sinsu
    - Ippen (dzsi-su)
    - Juzu nembucu

  - Rissú (vinaja iskola)
  - Dzsodzsicu (Tattvasiddhi - megszűnt)
  - Kusa-su (abhidharmakósa - megszűnt)
  - Szanron (madhjamaka - megszűnt)
  - Hosszó (jógácsára)
  - Kegon
  - Japán ezoterikus buddhizmus
    - Tendai (tientaj)
    - Singon
    - Sinnjo-en
    - Sugendó (szinkretikus)

  - Zen
    - Rinzai iskola
    - Szótó vonal
    - Óbaku
    - Fuke iskola (megszűnt)

  - Nicsiren buddhizmus
    - Nicsiren iskola
    - Honmon Bucurjú-sú
    - Kempon Hokke
    - Nicsirensó iskola

## Tantrikus iskolák
- Tibeti buddhizmus
  - Nyingmapa
  - Új Bön (a jungdrung bön és a Nyingmapa szintéziséből)
  - Kadam
    - Gelugpa
      - Új Kadampa Hagyomány

  - Szakjapa
    - Ngor iskola (Ngor-pa)
    - Char iskola (Tsar-pa)

  - Dzsonang
  - Kagyüpa:
    - Sangpa kagyü
    - Marpa kagyü:
      - Recsung kagyü
      - Dagpo kagyü:
        - Karma kagyü (vagy Kamcsang kagyü)
        - Calpa kagyü
        - Barom kagyü
        - Phagdru kagyü (vagy Phagmo Drugpa kagyü):
          - Taklung kagyü
          - Trophu kagyü
          - Drukpa kagyü
          - Marcang kagyü
          - Jelpa kagyü
          - Jaszang kagyü
          - Sugszeb kagyü
          - Drikung kagyü

    - Rimé mozgalom (ökumenikus mozgalom)
- Nevar buddhizmus
- Tangmi
  - japán Mikkjó
    - Singon
    - Tendai
    - Sinnjo-en
    - Sugendó

## Új buddhista mozgalmak
- Dalit buddhista mozgalom
- Dhammakaja mozgalom
- Elkötelezett buddhizmus
- Kensókai
- Aum Shinrikjo (mostanság Aleph néven ismert)
- Gyémánt út
- Nyugati Buddhista Rend Barátai
- Új Kadampa Hagyomány
- Igaz Buddha iskola
- Vipasszaná mozgalom
- Sambhala buddhizmus

## Külső hivatkozások
- Mahayana vs. Theravada: a Multiform Comparison
- The Sects of the Buddhists by T.W. Rhys Davids, in the Journal of the Royal Asiatic Society, 1891. pp. 409–422
- Sects & Sectarianism - The origins of Buddhist Schools Archiválva 2008. augusztus 20-i dátummal a Wayback Machine-ben
- Schools of Buddhism - The Origin of Early Buddhist Schools in Ancient India